# Лойкратхонг

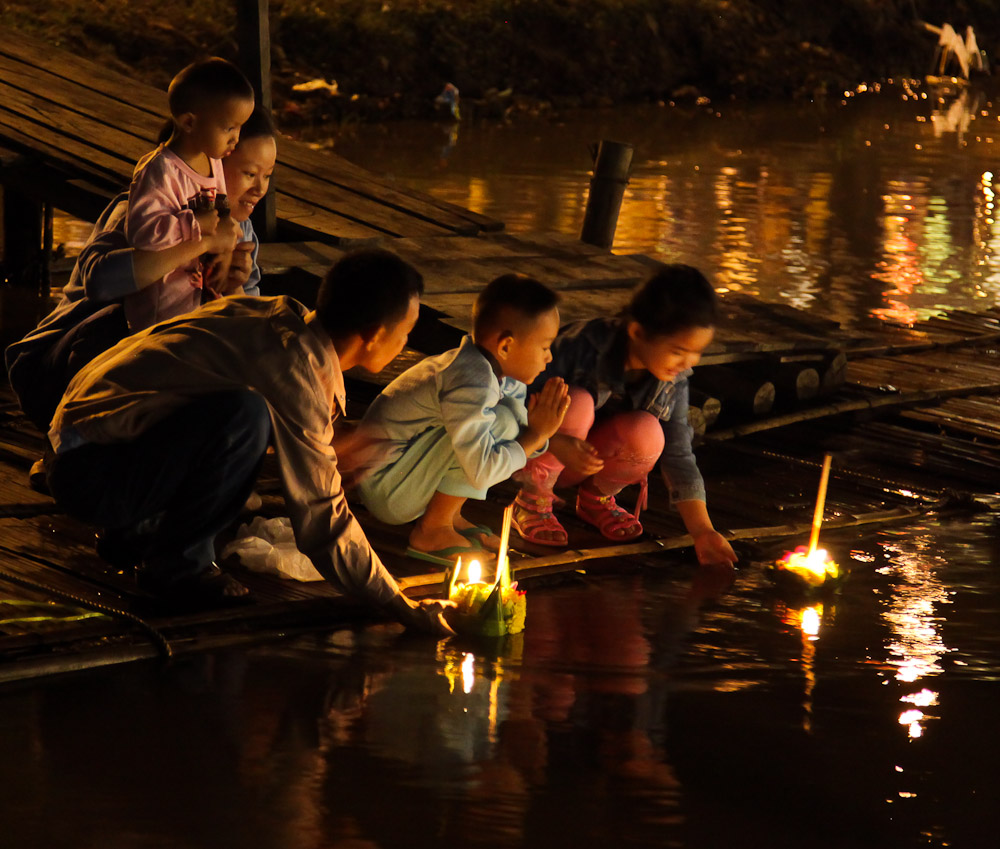

Лойкратхонг (тайск. ลอยกระทง) — праздник, ежегодно отмечаемый в Таиланде и некоторых регионах Лаоса и Мьянмы. Приходится на ноябрьское полнолуние.
«Лой» означает «плавать», а «кратхонг» — крохотный плотик, традиционно изготавливаемый из банановых листьев и украшенный цветами, зажжёнными свечами и ароматизированными палочками. Как полагают, этот ритуал изначально был посвящён брахманской богине Ганге, или Пхрамэкхонгкха (พระแม่คงคา), но со временем оказался приспособлен в соответствие буддистским традициям. Возможно, он имеет ещё более древние корни и восходит к анимистическим верованиям, традиции почитания духов воды. Сегодня праздник является для тайцев ещё одним поводом повеселиться. 

## Символизм
В ночь полнолуния миллионы тайцев и туристов пускают кратхонги в воды реки, канала, озера или пруда. Зажжённая свеча символизирует свет учения Будды, а сам ритуал — своеобразное отпущение грехов, очищение от обид и дурных мыслей, возможность начать жизнь с белого листа. В ознаменование своего символического перерождения многие тайцы добавляют в этот натюрморт срезанные волосы и ногти, как часть «плохого себя». Для духов воды обязательно кладут мелкую монетку.

## Окружающая среда
Кратхонги принято изготавливать самостоятельно, из природных материалов: банановых листьев, отварного риса или хлебных мякишей. Кратхонг, изготовленный из биологических материалов, естественным образом распадается на части через несколько дней и поедается рыбами, птицами или водными животными.